# Јон Креанга
Јон Креанга, такође познат као Ника ал Луи Штефан а Петреи, Јон Торкалау и Јоан Штефанеску (рум. Ion Creangă; Хумулешти, 1. март 1837. или 1839 — Јаши, 31. децембар 1889), био је познати румунски књижевник, приповедач и наставник. Главна фигура и класик румунске књижевности 19. века, најпознатији је по свом аутобиографском делу Сећања из детињства (Amintiri din copilărie), по својим романима, кратким причама и бајкама, као и по бројним анегдотама. Креангин главни допринос фантастици и књижевности за децу укључује наративе структуиране око епонимних протагониста (Харап Алб, Иван Турбинка, Данила Препелеац, Стан Пацитул), као и бајке које су задужиле конвенционалне форме (Прича о свињи, Коза и њено троје деце, Мајка са три снахе, Ћерка старца и ћерка старице). Виђени као ремек-дела румунског језика и локалног хумора, његови радови заузимају средишње место између колекције фолклорних извора и оригиналног доприноса књижевном реализму руралне инспирације. Оне су пропраћене низом доприноса еротској књижевности, познатој под називом „корозиви”.
Рашчињени румунски православни свештеник са неконвенционалним стилом живота, Креанга је имао рани утицај као иновативни едукатор и аутор уџбеника, док се у кратком периоду бавио националистичком политиком, када је радио са Слободном и независном фракцијом. Његов књижевни првенац дошао је релативно касно, приближно пратећи његово блиско пријатељство са Михајем Еминескуом, националним румунским песником, и њиховом заједничком припадношћу утицајном конзервативном књижевном друштву Junimea (Жуњима). Иако су га многе колеге посматрале са резервом, а првенствено цењен због својих бележења усмене традиције, Кренге је помогао у пропагирању културних смерница групе у приступачном облику. Каснији критичари, међу којима су и писци попут Еминескуа, Јона Луке Карађалеа и Јоана Славичија, често су га описивали као једног од најистакнутијих представника јунимистичке књижевности.
Јон Креaнгa је постхумно добио неколико признања и комеморација од бројних институција, што у Румунији, тако и у суседној Молдавији. То укључује и кућу Бојдеука у Јашију, која је 1918. године отворена као прва меморијална кућа у Румунији. Његов директни потомак био је Хорија Креaнгa, један од водећих румунских архитекти у међуратном периоду.

## Биографија

### Позадина и породица
Јон Креанга је рођен у Хумулештију у Кнежевини Молдавији, у некадашњем селу које је до данас спојено и представља саставни део општине Таргу Њамц. Рођен је као син православног трговца Штефана син Петра Чиуботариула и његове жене Смаранде. Његово место рођења, на граници са шумовитим подручјима, налазило се у источном подножју Карпата и представљало је део тадашње Кнежевине Молдавије. Становништво околног региона сачувало је архаичан начин живота, којим су доминирали пастирско сточарство, производња текстила и слична занимања, а познато је по очувању старих облика локалног фолклора. Још једна карактеристика ове области, која је оставила утисак на породичну историју Креанге, била је везана за трансхуматску праксу и везама између етничких румунских заједница са обе стране планина, у Молдавији и Трансилванији: са његове мајчинске стране, писац потиче од сељака из Марамуреша, док, према историчару Георгеу Калинескуу, порекло његовог оца може бити даље на југозападу, у Трансилванији.
Породица је достигла значајну позицију у својој заједници: Штефан син Петар је остваривао стални приход од своје путујуће трговине вуном, док је његова супруга била потомак Креанге из Пипирига, породице вођа заједнице. Чланови потоње породице укључују молдавског митрополита Јакоба Стаматија, као и Смарандиног оца, Ворника Давида, и њеног ујака Киубука Клопотарула, монаха у манастиру Њамц. Поносна на ову традицију, она је инсистирала на томе да њен син настави каријеру у цркви.
Датум рођења није тачно прецизиран. Према сопственом сећању писца, он је рођен 1. марта 1837. године — што је био датум који је још од тада оспораван. У другим изјавама, Креанга помиње датуме 2. март 1837. или непознати датум 1836. године. Тачност других извештаја подједнако је непоуздана: општински регистри из тог периода, као и књига из Хумулештија које је објавио Ђ. Унгуреану, дају као датум 10. јун 1839. године и помињу још једно дете истог имена које су његови родитељи добили 4. фебруара 1842. године (што је вероватнији датум рођења Кренгеовог млађег брата Захеија). Непрецизност дотиче и друге аспекте његовог породичног живота: уочивши непоклапања у подацима, Калинеску је одлучио да није могуће знати да ли су родитељи писца били у браку (и ако јесу, да ли им је то био први брак), нити колико су деце имали заједно. Према неким изворима, Кренге је имао седам браће и сестара: Захеија, Марију, Екатерину, Илијану, Теодора, Васила и Петра. Захеи, Марија и Илијана умрле су 1919. године, а остали у детињству. У време када породична имена нису била законски обавезна и када су људи били познати првенствено по разним надимцима и патронимима, дечак је у заједници био познат као Ника, хипокоризам формиран од имена Јон, или формалније као Ника ал луи Штефан а Петреи („Ника од Штефана од Петра”, повремено и као Ник-а луи Штефан а Петреи).

### Детињство, младост и рукоположење
Након идиличног периода, који је описан у првом делу његових Сећања из детињства (Amintiri din copilărie), Јон Креанга је послат у основну школу, институцију која је у то време била у служби власти православне цркве, где је постао познат по свом бунтовном ставу и по својим изостајањима. Међу његовим колегама била је и ученица Смарандица (касније позната и као Смарадна Посеа), према којој је касније развио приврженост која је трајала и током његовог одраслог доба, деценијама током којих се њих двоје нису никад видели. Креанга је био подучаван читању и писању на ћирилици помоћу техника вршњачког подучавања, пре него што је учитељ који их је надгледао, Василе а Илиоаиеи, био врбован и регрутован од стране молдавске војске негде пре 1848. године. Након што је још један учитељ, кога Сећања приказују као пијанца, умро од колере крајем 1848. године, Давид Креанга је повукао свог унука из локалне школе и одвео га у сличну установу у Броштенију, предајући га на бригу средовечној жени Иринуки. Креанга је провео неколико месеци у кући Иринуке у удаљеном подручју поред реке Бистрице, пре него што је близина коза довела до тога да се он разболи од шуге, те је убрзо отишао у Пипириг, где се излечио екстрактом брезе, народним леком који је направила његова бака Настасија.
Након повратка у школу крајем 1849. и почетком 1850. године, Креангу је из исте извукао његов отац који је имао финансијских проблема, те је писац наредни период провео упредајући вуну, те је због тога касније добио радни надимак Преља (Torcălău). Четири године касније, он се вратио у трећи разред, када је послат у јавну школу у Таргу Њамцу, новоосновану институцију коју је отворио принц Григоре Алекандреску Гика као део реформе Органских регуламената. Као колега будућег филозофа Василеа Конте и у класи свештеника и теолога Исаије „Попа Духу” Теодорескуа, Креанга је 1854. године био послат на семинар у Фалтиченију. Након што се регистровао као Јоан Штефанеску (варијанта његовог имена и презимена која се базира на патрониму), адолесцентски студент је на крају усвојио мајчино презиме Креанга. Према Калинескуу, ово је учинио из „естетских разлога” (с обзиром да је његово ново име дословно значило „грана”, „звучи добро”) или због могућих открића да Штефан није био његов прави отац. Дан Градинару, истраживач Кренгеовог рада, сматра да је писац имао посебну наклоност према облику имена Јоан, која су чешће коришћена у научним круговима, уместо варијанте Јон, коју су његови биографи користили.
Након што је, према његовој властитој тврдњи, сведочио равнодушности и земаљским бригама својих колега, Креанга је признао да га је брига за образовање, подвргавајући се култури опијања, исмејавању својих колега, па чак и крађи у локалним продавницама, док је у то време имао аферу са ћерком локалног свештеника. Према његовој властитој изјави, он је био љубавник кога је, још у раној младости, ухватила и омирисала катринца (сукња румунске традиционалне ношње). Током августа 1855. године, околности су га поново присилиле да промени школу: суочен са затварањем школе Фалтичени, Креанга је прешао у Централно богословље у манастиру Соколи, у главном граду Молдавије, Јашију. Смрт његовог оца 1858. године оставила га је без средстава, те је тражио да буде директно рукоположен, али, како није имао довољно година, уместо тога му је уручена потврда која потврђује његово похађање школе. Убрзо након тога се, након кратког удварања, оженио петнаестогодишњу Илеану, ћерку свештеника Јоана Григориуа из цркве четрдесет светаца у Јашију, где је вероватно учио за наставника. Церемонија венчања одржала се августа 1859. године, неколико месеци након уједињења Молдавије и Влашке, изазваног избором Александруа Јоана Кузе за домнитора. Како је био запослен као кантор у цркви свог таста, Креанга је убрзо био рукоположен у децембру те године, а додељен му је положај ђакона у цркви Светог Тројства, те се, маја 1860. године, вратио у црвку четрдесет светаца.
Односи између Креанге и Григориуа били су изузетно напети. Само неколико недеља након венчања, младожења, који се венчао вероватно само зато да би наследио Григориуа, послао је жалбу митрополиту Софронију Миклескуу, осудивши свог таста као убицу, тврдећи да га је злостављао и да га је преварио у вези са жениним миразом, захтевајући да му се дозволи да се разведе. Одговор на његов захтев био је супротан од његових жеља: Дикастерије, врховни црквени суд, наредио му је да иде у изолацију, дозвољавајући му да оде слободан само ако се помири са Григориуом.

### Учитељски почеци и сукоб са православном црквом
Године 1860, Креанга је започео студије на Теолошком факултету, делу новооснованог Универзитета у Јашију, и, децембра исте године, добио је сина Константина. Његов живот још увек није био стабилан, и он је одлучио да се исели из Григориуове парохије и оде у цркву Барбои, пре него што је престао да добија надокнаду за свој посао ђакона и пре него што су његове ствари избачене из привременог смештаја 1864. године. Размишљао је о напуштању града, па чак је и званично затражио нови задатак у удаљенијем Билгород-Дњистровском. Од јануара 1864. године, када је Теолошки факултет у Јашију затворен, он је похађао редовну школу у манастиру Три јерарха у Јашију (Trisfetite or Trei Sfetite), где се по први пут сусрео са младом културном фигуром Титуом Мајорескуом, који је у то време био учитељ и супервизор. Креанга је јуна 1865. године дипломирао као први у својој класи. Огорчен властитим искуством са образовним системом, Креанга је постао ентузијастични промотер Мајурескуових идеја о реформи образовања и модернизацији, а посебно нових метода подучавања читања и писања. Током и након завршетка нормалне школе, била му је додељена позиција учитеља у манастиру Три јерарха. Док је био тамо, Креанга је стекао репутацију захтевног наставника (посебно по његовим пратећим извештајима у којима је своје студенте карактеризовао као „идиоте”, „дрске” или „завидне”). Извештаји из тог периода наводе да је он користио телесно кажњавање у дисциплиновању својих ученика, па чак и премашивао стандарде насиља који су били прихватљиви у то време.
Паралелно са тим, он је започео своје активности на подршци реформи образовног система. До 1864. године, он и неколико других, међу којима и учитељ В. Рачану, радили су на новом буквару, који је био штампан током 1868. године под називом Нови метод писања и читања за ученике 1. разреда основне школе (Metodă nouă de scriere și cetire pentru uzul clasei I primară). Он се углавном бавио питањима која су поставили нови румунски стандарди алфабета, романизацијом која је заменила ћирилички правопис (који је званично одбачен 1862. године). У великој мери заснован на Мајурескуовим принципима, буквар је постао један од најтиражнијих уџбеника у том периоду. Поред дидактичких текстова, буквар је садржао и Креангин изоловани деби у лирској поезији, са наивним комадом под називом Птичица у зимском времену (Păsărica în timpul iernii). Буквар је испраћен још једним таквим делом из 1871. године, објављеним под називом Дечји учитељ (Învățătoriul copiilor), чији је коаутор био В. Рачану. Дечји учитељ састојао се од неколико прозних бајки и скеча Људска глупост, коме су касније додате Прича (Poveste) и Пакала (Pâcală; позајмица фиктивног народног лика познатијег као Пакала).
У фебруару 1866. године, након што је кратко био на служби у цркви Светог Пантелејмона у Јашију, игуман Исаија Викол Диоклиас га је примио у службу у манастиру Голија. Око 1867. године, његова жена Илеана га је напустила. Након тог тренутка, Креанга је почео да губи интересовање за обављање својих дужности у свештенству, и док је чинио све што је могао да сакрије да више не живи са својом женом, пронашао је љубавницу. Распад брака је и сам Креанга касније приписао Илеаниној прељуби и афери са монахом из манастира Голија, а шириле су се и гласине да је Илеанин љубавник био високи званичник, протосвештеник Јашија. Оптужбе Креанге, како је Калинеску тврдио, ипак су сумњиве, јер је ђакон наставио да ради за исти манастир након наводног инцидента.
До друге половине шездесетих година деветнаестог века, будући писац је такође почео да се интересује за политику, што га је на крају довело до окупљања са националистичком групом у оквиру румунске либералне струје, познатом као Слободна и независна фракција. Као агитатор за своју партију, Креанга је постао познат под надимком Popa Smântână. Априла 1866. године, убрзо након што је домнитор Куза свргнут с власти превратом, а пре него што је Карол I изабран да замени његово место, румунска војска је интервенисала како би угушила сепаратистичке нереде у Јашију, које је подстакао молдавски митрополит Калиник Миклеску. Врло је вероватно да је Креанга делио погледе других фракциониста, према којима је сецесија била боља од владавине Карола, и да је био међу побуњеницима. Отприлике у исто време, почео је да циркулише по антисемитским круговима, и наводи се да је захтевао да хришћани бојкотују посао Јевреја. Сматра се да је управо Креанга сковао израз „Чак ни игла од Јеврејина” (Nici un ac de la jidani). Он је на крају изабран за једног од фракционистичких кандидата за место у Скупштини Румуније као представник Јашија, као што је документовано мемоарима његовог конзервативног ривала, Јакоба Негруција. Претпоставља се да се епизода догодила најраније током гласања из 1871. године.
До 1868. године, бунтовни став Креанге иритирао је његове надређене, и, према Калинескуу, његове узастопне акције показују да је „ишао путем изазивања скандала”. Првобитно је био кажњен због присуствовања представи у позоришту у Јашију, као и због тврдоглаве тврдње да „није било ничега скандалозног или деморализујућег” у ономе што је видео, а наводно је додатно антагонизовао монахе тако што је пуцао како би заплашио врану која се гнездила на њиховом крову. Потоњи инцидент, за који неки коментатори верују да су га измислили Креангини клеветници, оцењен је као апсурдан од стране црквених власти, које су додатно биле узнемирене негативним извештавањем у штампи. Када му је речено да ниједан други свештеник сем њега није виђен како користи пиштољ, Креанга је издао одговор који је Георге Калинеску сматрао „насрадинским”, тврдећи да се, за разлику од осталих, није бојао да то учини. Суочен са самим митрополитом Калиником, Креанга је наводно тврдио да не може смислити ниједан други начин да елиминише врану, и био је на крају помилован од стране прелата када је одлучено да није прекршио канонско право.

### Рашчињавање и годинеБојдеке
Креанга се на крају иселио из манастира, али је одбио да се одрекне кључа од црквеног подрума, и, у ономе што је вероватно била намера модернизације, одсекао своју дугу косу, што је било једно од традиционалних обележја православног свештеника тог времена. Овај потоњи потез изазвао је скандал код његових претпостављених, поготово зато што је Креанга скраћивање своје дуге косе оправдао користећи се древном одредбом канонског права, која је приписивала да свештеници не би требало да пуштају дугу косу. Након процене, његови претпостављени сложили су се да ову акцију посматрају никако другачије него као мању непослушност. Он је био привремено суспендован у пракси, али, позивајући се на двосмисленост одлуке (која се могла посматрати и као трајна забрана), Креанга је сматрао да је био рашчињен. Он се одрекао своје свештеничке одоре и почео је свугде да носи световну одећу, што је изазвало бес у јавности.
Дотад учитељ у Првој школи за дечаке, у Улици Румунској, Креанги је било наложено да се повуче са свог секуларног задатка јула 1872. године, када је вест о његовом статусу и ставу стигла до Министра образовања Кристијана Тела. Узнемирен околностима, и приговарајући и пишући да се то не односи на његове наставне способности, он се осврнуо на приход који је остваривала његова продавница дувана коју је отворио мало пре него што је рашчињен. Ова фаза довела је до коначног развоја у сукобу Креанге са црквеном хијерархијом. Позван да објасни зашто живи животом трговца, одговорио је писмено, показујући своју неспремност да се извини, и указао на то да ће се само сложити да се суочи са секуларним судовима. Вирулентан текст је знатно оптужио црквене званичнике да су били његови непријатељи због његове „независности, искрености и поштења” у подржавању циља „људског достојанства”. Након овог геста пркоса, суд је препоручио његово рашчињење, а његова одлука је потврђена од стране синода.
У међувремену, Креанга се преселио у оно што је он назвао бојдека (или бујдека, што је био локални молдавски назив за колибицу), малу кућу на периферији Јашија. Званично разведен 1873. године, Креанга је тамо живео са својом љубавницом Екатерином Тинком Вартик. Као бивша праља која је раније изнајмљивала једну од соба, она је делила Креангин начин живота и преживљавање на сељачки начин. Овај стил живота подразумевао је низ ексцентричности, као што је пракса бившег ђакона да носи широке кошуље током лета или купање у природном рибњаку. Његов прождрљиви апетит, који је Георге Калинеску називао „пословичном халапљивошћу”, потврђен је савременим извештајима, који наводе да је он свакодневно конзумирао непрекидне сукцесивне целе оброке.
Маја 1874. године, убрзо након што је његов пријатељ Мајореску постао Министар образовања у влади Ласкара Катаргиуа из Конзервативне партије, Креанги је Мајореску одобрио да постане учитељ у областима Јашија и Пакурарија. Током истог периода, Јон Креанга је упознао и постао најбољи пријатељ са Михајем Еминескуом, који је постхумно слављен за националног румунског песника. За ово се верује да се догодило на лето 1875. године, када је Еминеску радио као инспектор за Мајорескуово Министарство образовања, надгледајући школе у округу Јаши: наводно, Еминеску је био фасциниран Креaнгиним талентима као предавача, док се потоњи дивио Еминескуу због његове ерудиције.

### Јунимеа
У то време, Креанга је почео да посећује састанке Јунимее, књижевног клуба више класе којим је председавао Мајореску, чији је културни и политички утицај све више растао. Овај догађај, како је историчар књижевности З. Орнеа тврдио, пратио је време неодлучности: као бивши фракциониста, Креанга је био природни противник мејнстрим јунимистичке „космополитске оријентације”, коју су представљали и Мајореску и Негруци, али је и даље био фундаментално посвећен Мајурескуовој агенди у области образовања. Историчари књижевности Кармен-Марија Меку и Николае Меку такође тврде да је писац, након Јунимее, успео асимилирати нека од својих иновативних учења у свој властити стил педагогије, и тако помогао ширењу своје поруке изван чисто академског окружења.
Тачан датум његовог пријема у друштво није познат. Према самим Мајорескуовим сећањима, написаним неколико деценија након догађаја, Креанга је присуствовао састанку Јунимее 1871. године, током којег је Георге Костафору предложио да се клуб трансформише у политичку партију. З. Орнеа је ову информацију сматрао сумњивом, тврдећи да је овај догађај у потпуности измислио вођа Јунимее, и напоменуо да су ови наводи били контрадикторни и Негруцијевим извештајима и записницима Алексанруа Димитрија Ксенопола. Према Орнеовој процени, са изузетком књижевног критичара Владимира Стреинуа, сви Креангини биографи су одбацили Мајорескуову изјаву. Неколико извора наводи да је будућег писца у друштво увео Еминеску, који је био активан члан истог око 1875. године. Овај и други детаљи навели су Орнеу на закључак да је Креангино чланство одобрено тек након летње паузе 1875. године.
Постепено или одмах, Креанга је оставио позитиван утисак потврђујући јунимистичке идеале аутентичности. Он је такође постао драгоцен због своје причљиве и шаљиве природе, референци на себе као на „сељака”, а на крају и због свог књижевног дебија, која су постала предмет његових јавних читања. Његово приповедање ускоро га је привукло посвећеној публици, који су Креангин фиктивни универзум сматрали „врећом пуном чуда” у време када је сам аутор почео лежерно да користи псеудоним Јоан Вантура-Тара (Јоан Тумарало). Иако тек у својим четрдесетим, нови писац је својим колегама колоквијално постао познат као Мош Креанга (Старац Креанга или Отац Креанга), што је био знак поштовања и симпатија. Међу најзначајнијим Кренагиним промотерима били су Еминеску, његов бивши политички противник Јакоб Негруци, Александру Ламбриор и Василе Погор, као и такозвана секција каракуда (грубо речено, „игрица”), коју су чинили јунимисти који су ретко имали своју реч током јавних дебата, а који су били страствени слушаоци његових књижевних творевина (управо је овој секцији касније Креанга посветио своје еротске текстове). Паралелно са његовим разноврсним књижевним доприносом, овај бивши свештеник постао је истакнути глас у политици јунимиста и, као и његов пријатељ Еминеску, изразио подршку националистичкој фракцији групе, супротстављајући се космополитском и аристократском сегменту који су водили Мајореску и Петар П. Карп. До краја седамдесетих година деветнаестог века, он је потајно преусмеравао своју политичку подршку са бивших фракциониста на своје нове колеге, што је потврђено шифрованим писмом које је упутио Негруцију марта 1877. године.

### Књижевно освећење
Јесен 1875. године се такође описује као његов ствари деби на пољу фиктивне прозе, када је Кренге објавио Мајка са три снахе, кратку причу која је први пут објављена у октобру у клупском часопису Convorbiri Literare. Све у свему, часопис Convorbiri Literare је до Кренгеове смрти објавио 15 дела фикције и четири постојећа дела његових Сећања из детињства. Одлука да Кренге почне са писањем својих прича настала је као директна последица Еминескуовог уверавања. Његов таленат за писање прича и њихова трансформација у дело фасцинирали су његове колеге. Неколико њих, укључујући песника Георгеа Александрескуа, задужило је експерименталног психолога Едуарда Грубера да пажљиво проучи Кренгеове методе, а извештај истраживања показује Кренгеов мучан и физички приступ креативном процесу. Ово последње такође укључује и честу размену идеја са Вартикевом, у којој је нашао своју примарну публику. Поред писања фикције, аутор је пратио Мајорескуове сугестије и 1876. године објавио књигу о образовној методологији фонемском правопису који је Јунимеа фаворизовала: Водич за писање читањем у фонетском систему (Povățuitoriu la cetire prin scriere după sistema fonetică). Ова књига је требало да постане званични уџбеник за обуку наставника, али је убрзо након тога повучена из штампе, када је пала Катаргиуова влада.
Након што је изгубио свој посао школског инспектора према одлуци непријатељски настројеног извршиоца Националне либералне партије, Михај Еминеску је провео већи део свог времена у бојдеки, где се о њему бринуо пар. Пет месеци након свађе са Самсоном Боднарескуом, Кренгеов колега песник Еминеску се чак уселио у његову кућу, где је наводно водио тајну везу и љубавну аферу са књижевницом Вероником Микле и написао чак 22 песме. Кренге је свог млађег пријатеља упознао са кругом својих пријатеља, који је укључивао и Захеиа Кренгеа (који је у то време био кантор), као и Рачануа, свештеника Ђорђа Јеначескуа и Никшоија (сви они су, како Калинеску напомиње, делили начин живота и националистичка мишљења приповедача). Еминескуа је посебно привукла њихова варијанта једноставног живота, рудиментаран изглед Кренгеове куће и боемске лудорије ове групе. Различите околности раздвојиле су двојицу пријатеља: до 1877. године, Еминеску се преселио у Букурешт, престоницу, редовно примајући писма у којима је Кренге од њега тражио да се врати. Међутим, он се ипак противио Еминескуовом плану да се венча са Вероником Микле и приговарао је песнику. Године 1879, као знак да је формализовао своју љубавну аферу са Тинком Вартик, Кренге је купио бојдеку на њено име, плаћајући бившем власнику 40 аустријских гулдена у замену. Исте године, Рачану, Јеначеску и он објавили су уџбеник Географија округа Јаши (Geografia județului Iași), након чега је убрзо уследила мапа тог региона, коју су истраживали Кренге и Рачану. Завршни рад у области образовања уследио је 1880. године, као наставничка верзија Мајорескуове студије румунске граматике, под називом Правила румунског језика (Regulile limbei române).

### Болест и смрт
До осамдесетих година деветнаестог века, Креанга је био погођен епилепсијом, болујући од убрзаних и исцрпљујућих напада. Он се такође угојио — био је тежак око 120 килограма, а висок 185 cm, те су га његови пријатељи називали Дебељко (Burduhănosul) (иако, према сведочењу његовог сина и снахе, он није изгледао толико крупно).
Упркос томе што се његова активност знатно смањила, он се и даље информисао о полемикама које су узнемиравале румунску културну и политичку сцену. Он је такође повремено угошћавао Еминескуа, сведочећи да се његов пријатељ борио са менталним поремећајем. Њих двоје нису успели да се поново повежу, те је њихов однос затајио и касније престао. После једног од сусрета, он је забележио да је песник носио револвер којим се бранио од непознатих нападача — једна од првих у низу епизода које су завршиле Еминескуовим психијатријским заточењем и смрћу током јуна 1889. године. У то време, Креанга је, као и други жунимисти, био укључен у сукоб идеја са новом румунском социјалистичком и атеистичком групом, окупљеном око магазина Contemporanul. То се десило након што је оснивач магазина Contemporanul, Јоан Надежде, јавно исмевао Дечјег учитеља (Învățătoriul copiilor) због креационизма у њему, наводећи његову тврдњу да је „невидљива Божја рука” оно што је учинило да семе расте из биљке. Креанга је одговорио иронијом, тврдећи „да Бог није пробио кожу преко наших очију, не бисмо могли да видимо грешке једни других”. Ипак, Калинеску је тврдио да су Надежнеови коментари уздрмали верске осећаје његовог противника, што је навело Креангу да доведе у питање бесмртност душе у писму које је упутио једном од својих рођака у свештенству. Према другим проценама, он је и сам био атеиста.
Године 1877, Национално либерално министарство Димитрија Стурдзе уклонило је Кренгеа са његове позиције наставника, а он је нешто касније отишао за Букурешт како би поднео захтев за своја права на пензију. Надајући се да ће му Мајореску помоћи, био је разочаран вођа Жунимее није одговорио његовом захтеву, те је, током последњих година свог живота, своју верност пребацио књижевном кругу коју је основао Николае Белдичану (где га је увео Грубер). Међу Креангиним последњим делима био је четврти и последњи део његових Сећања, највероватније написаних 1888. године. Књига је остала недовршена, као и прича Фат-Фрумос, син кобиле (Făt-frumos, fiul iepei). Креанга је умро након епилептичног напада, последњег дана 1889. године, а његово тело сахрањено је на гробљу Етернитатеа у Јашију. Његовој погребној церемонији присуствовало је неколико јашијских интелектуалаца, међу којима Василе Бурла, А. К. Куза, Думитру Еволчану, Николае Јорга и Артур Ставри.

## Рад

### Културни контекст
Утицај радова Јона Креaнге у оквиру његовог културног контекста првобитно је осигуран Жунимеом. Настојећи да ревитализује румунску књижевност кроз опоравак аутентичности и реагујући на оне културне позајмице које је сматрала претераним, група је посебно охрабривала индивидуалну креативност међу сељацима. Размишљајући о Мајорескуовој улози у том процесу, Георге Калинеску је написао: „Књижевни салон у ком би лична заслуга заузела прво место није постојао [пре Јунимее] и, да је Кренге рођен две деценије раније, он не би био у стању да представи свој 'сељачки материјал' никоме. Позивање на креативност сељачког сталежа и његово стављање у директан контакт са аристократама био је посао Жунимее”. Његов савременик и колега историчар књижевности Тудор Виану изнео је сличан коментар, наводећи: „Жунимеа је сама по себи … аристократско друштво. Ипак, управо је кроз Жунимеу настао први гест преношења књижевног смера на неке писце руралног порекла: феномен велике важности, чије би занемаривање учинило необјашњивим цео следећи развој наше књижевности”. Осврћући се и на културно позиционирање унутар и изван групе, Кармен-Марија Меку и Николае Меку оценили су прихватање „писмених сељака” попут Кренгеа као узорни доказ јунимистичког диверзитета и толеранције.
Познато је да је Мајореску веома ценио Кренгеа и друге писце сељачког порекла, попут Јона Поповичија Банацеануа и Јоана Славичија. Касније у животу, он је користио ову везу како би оспорио оптужбе за јунимистички елитизам суочен са критикама више популистичких традиционалиста. Ипак, чланови Јунимее генерално су сматрали Кренгеа више забављачем него озбиљним писцем и ценили га само у оној мери у којој је он илустровао њихове теорије о ваљаности руралне књижевности као извора инспирације за културне ауторе. Управо је зато Јакоб Негруци, саосећајући се са њим, али уједно и контроверзно свог пријатеља назвао као писца са „примитивним и неухрањеним талентом”. Критички текстови Мајорескуа такође пружају мало индивидуалног извештавања о Кренгеовим доприносима, вероватно зато што се они нису уклопили у његову стратисфакцију књижевних дела у попоране („народни”, који је анониман или колективни) и обрнуто. Теорија Тудора Виануа дефинише Кренгеа као главног представника „народног реализма” (што је спорадично препоручивао и сам јунимистички доајен), упозоравајући да се, међутим, у том контексту Кренге као пример нигде не помиње у Мајорескуовим радовима.
Иако је повремено преувеличавао свој допринос књижевности, и сам Кренге је био свестан да његови текстови надилазе бележење народне традиције, те је уложио знатне напоре да буде препознат као оригинални аутор (дописујући се са својим колегама писцима и добровољно подносећи своје књиге на критичко испитивање). Виану је детаљно коментарисао однос између нарације коју је позајмио из усменог предања и Кренгеов „помало тајан” метод утискивања властитог стила у фолклорни стандард, упоређујући га са историјским процесом којим су локални сликари импровизовали строге каноне византијске уметности. Кренгеово комплексно бављење индивидуалношћу и уметност писања потврђени су његовим властитим преговором за едицију његове збирке прича, у којем се директно обратио читаоцима: „Можда сте прочитали много глупих ствари откако сте дошли на ову Земљу. Прочитајте и ову, и у случају да наиђете на део са којим се не слажете, узмите оловку и смислите нешто боље, јер то је све што сам могао да видим да урадим и што сам урадио”.
Изузетак међу промотерима Жунимее био је Еминеску, који је и сам истакао да се није слагао са друштвеном перспективом која је само делимично одражавала Мајорескуов критицизам. Према историчару Лучану Боји, „аутентички молдавски сељак” какав је био Креанга такође је допуњавао Еминескуово „више метафизичко” сељаштво. Слично томе, З. Орнеа напомиње да је песник користио Креангине положаје како би илустровао свој етнонационалистички став о румунској култури, а посебно његову тврдњу да је рурална аутентичност била сакривена од „супериорнијег слоја” урбанизованих етничких мањина. Двадесетовековни критичари описали су Кренгеа као једну од најсавршенијих фигура своје генерације и водећег представника јунимистичке књижевности. Ово мишљење налази се у неколико Виануових текстова, који подржавају Кренгеа као великог представника књижевности његове генерације, упоредивог са његовим јунимистичким колегама Еминескуом, Славичијем и Јоном Луком Карађалеом. Ово гледиште употпуњује дефиницију Георгеа Калинескуа, стављајући молдавског аутора у друштво Славичија и Карађалеа као једног од „великих прозних писаца” осамдесетих година деветнаестог века. Лучан Боја, који је истакао да „тријаду румунских класика” чине Креанга, Еминеску и Карађале, такође је упозорио да, у поређењу са другом двојицом (о којима су „Румуни рекли скоро све што се о њима могло рећи”), Кренге има „прилично мали регистар”.
Често поређење између Креанге и Карађалеа, Виану посебно види као резултат њихових заједничких „широких стилских средстава” и њихових комплементарних позиција у односу на два супериорна феномена, с тим да Карагиалеов приказ мале буржоазије представља груби еквивалент Кренгеовом интересовању за сељаштво. Исти паралелизам објаснио је и Орнеа и навео да он представља последицу друштвеног става ова два аутора: „[Њихова дела] естетски су учврстила приказ два света. Креангин је сељачки свет, а Карађалеов је приградски и урбани свет. Два света, која заправо представљају два карактеристична корака и два социополитичка модела у еволуцији румунских структура које … су се суочавале са процесом који ће се касније показати одлучујућим”. Према истом коментатору, ова двојица, заједно са Еминескуом, представљају велике писце своје генерације, са Славичијем као „њиховим непосредним наследником”. Наводећи оно за шта верују да су елементи који повезују радове Креанге и Карађалеа, други критичари су описали чудном чињеницу да ова два писца никада нису помињала један другог, и нагласили да, иако мало вероватно, директан сусрет њих двојице никада није забележен у изворима.

### Наративни стил и језик
Истичући Кренгино прибегавање појединостима молдавског регионализма и архаизма, као и да њихово нагомилавање чини Креангина дела прилично тешким за превођење, Георге Калинеску је реаговао против тврдњи да наративи одржавају застареле обрасце. Он је закључио да је у ствари Креангин писани језик био еквивалент „глосолошком музеју”, па чак и контрастан пишчевом модернијем свакодневном начину говора. Такође, расправљајући о утиску да Креангина дела треба читати молдавским нагласком, познатим по својеврсној „мекоћи звука” у односу на стандардну румунску фонологију, Калинеску се успротивио претераним тумачењима, тврдећи да текстови заправо нуде само слабе сугестије регионалног изговора. Упоређујући Креангу са традицијом књижевности коју су произвели Власи, а што је касније постао стандард књижевног језика, Калинеску је такође аргументовао у корист разлике у менталитету: „баланс” који се уочава у молдавском говору и која илуструју дела Јона Креанге супротставља се „обезбојењу и грубости” влашког. Он је поред тога критиковао и оне ставове према којима је Креангина варијанта књижевног језика била „лепа”, јер није успела да се „свиди свима због неке акустичне лепоте”, и због тога што се читаоцима ван Креангиног родног краја могао чинити „помало иритантним”. За Калинескуа, резултат ипак показује „огроман капацитет аутентичног говора”, који се такође може наћи у радовима Карагиалеа, али и у делима двадесетовековног писца Михаила Садовеануа. Према истом коментатору, дијалектичке интервенције створиле су позадину живахног вокабулара, „херметичног” типа „аргоа”, који је садржавао „урнебесне двосмислености и непристојну ономатопеју”, прелазећи из „ерудитне лепоте” у „опсцени смех”. Неки изрази карактеристични за Креангин стил опскурни су у значењу, а неки други, као што је „суша је натерала змију да вришти из жабиних уста”, чине се спонтаним и бесмисленим. Још једно карактеристично својство овог језика, које је коментарисао Виану и упоредио га са естетиком класицизма, види већину Креангин прозе постављену у дискретној песничкој метрици.
Прибегавање шемама оралне књижевности видљиво је у његовим делима, где је постало дефинишућа црта. Као део овог процеса, према Калинескуовим проценама, „Креанга се заузврат понаша као сви његови ликови, јер су његове приче готово у потпуности говорне … Када Креанга приповеда, композиција није изванредна, али када његови хероји почну говорити, њихова гестикулација и формулација достиже висину у типичном приповедању”. Према критичарима, откриће ове „фундаменталне” представе о Креангином раду била је заслуга књижевног историчара и уредника Viața Românească Габарета Ибраилеануа, који је ово откриће поменуо као главни доказ припадности реализму. Дистинктиван начин карактеризације кроз „реалистичке дијалоге” виђен је од стране Виануа као веома личну интервенцију и индикатор оригиналности овог молдавског писца. И Виану и Калинеску расправљали су о овој карактеристичности, помињући је заједно са техником саопштавања субјективне нарације између ликова, и представљајући је као стварање заједничких тачака између Креанге и његовог колеге Карагиалеа. Делимично реплицирајући суштину друштвених окупљања, Јон Креанга је често покушавао да пренесе конкретне ефекте усменог приповедања на писање. Међу тим карактеристичним додирима била су испитивања која су била упућена читаоцима као имагинарним слушаоцима, као и паузирање ради ефекта помоћу визуелне помоћи елипсе. Он је такође често прекидао своје приповедање сажетим илустрацијама његове поенте, често у облику стиха, и обично уведеним помоћу vorba ceea (израз који дословно значи „та реч”, али прекривајући значење „речи која иде около”). Један такав пример повезује представе изобиља и личне сатисфакције:
| De plăcinte râde gura, De vărzare și mai tare. | Уста ће се смејати за питу, Смејаће се још јаче за питу од купуса. |
|                                                |                                                                    |

У другим случајевима, кратке загонетке које се односе на веће теме, као што је божанско оправдање за очигледно богатство:
| Dă-mi, Doamne, ce n-am avut, Să mă mir ce m-a găsit. | Господе, дај ми оно што нисам имао, Да бих се дивио стварима које су ме снашле. |
|                                                      |                                                                                 |

### Креангина специфичност
Упркос преузимању екстерне форме традиционалне књижевности, Креангина интересовања и креативне интервенције, како Калинеску наводи, одвојили су га од његових корена: „сељаци немају [његове] потпуно културне таленте … Превише 'атмосфере', превише дијалошког 'хумора', превише полихромије на рачун линеарних епских покрета. Сељак жели огољену епику и чезне за нереалним”. Коментатор такође доноси сличну просуду о ауторовој употреби древних изрека, закључивши да, уместо да кристализовања и потврђивања локалног фолклора, искази се обраћају културним укусима, који као главну сврху имају генерацију комедије и окретности. Према Виануовој процени, Креанга је био „врховни уметник” чија употреба „типичних изрека” потврђује „човека из народа, али не анонимног и безличног узорка”. Ови коментари, контрадикторни јунимистичким теоријама, огледане су у неколико других двадесетовековних егзегета који припадају различитим школама мишљења: Помпилиу Константинеску, Бенжамен Фондан и Јон Негоицеску. Пишући током друге половине века, критичар Николае Манолеску је донео сличну оцену, верујући да је Креанга био мотивисан „строго интелектуалном сензуалношћу” и идејом да „задовољство произилази из бесплатности”, док Мајорескуов колега Мирча Брага говори о „великој тајни човека који је успео пренесе непромењени код популарне креативности у иманенцију културног”. У Брагиној процени, ова синтеза успела је „немогуће”, али је мукотрпност понављати је у свакој причи резултирала и осредњим писањима: „од његових ионако малобројних текстова, још је мање оних који су на релативно највишем нивоу релативне естетске хијерархије”.
Калинеску је на те интелектуалне црте гледао као на заједничке између Креанге и његовог влашког колеге Антона Пана, заузврат повезујући оба писца са сатиричном компонентном ренесансне књижевности, а посебно са Франсоом Раблеом. У оквиру локалне традиције, историчар књижевности видео је симболичну везу између Креанге и ране осамнаестовековне фигуре Јона Некулчеа, једног од водећих хроничара Молдавије. Док је он сам вршио поређење Креанге и Пана, Тудор Виану је закључио да је молдавски писац заправо био супериорнији, као и да је релевантнији за књижевност од Петра Испирескуа, главног сакупљача прича у деветнаестовековној Влашкој. Користећи се аналогијом са Раблеом, хроничар књижевности Габријела Урсаки пронашла је још једну аналогију у локалној књижевности: Јона Будаија Делеануа, рани деветанестовековни представник трансилванијске школе, чији стил представља мешавину ерудитне разиграности са популарним укусима. Ове контекстуалне особине, како истраживачи наводе, нису спречиле да Креангин свеукупни рад стекне универзални аспект, посебно зато што бројни његови радови користе наративне секвенце уобичајене у светској књижевности.
Георге Калинеску је такође проценио да су ове књижевне везе послужиле да се истакне повишена природа Креангиног стила, његов „ерудитни таленат”, закључујући: „Писци као што је Креанга могу се појавити само на местима где је реч древна и двосмислена, и где је искуство кондензовано непроменљивим формулама. Било би природније да се такав прозни писац појавио неколико векова касније, у ери румунског хуманизма. Рођен много раније, Креанга се појавио тамо где је постојала древна традиција, те стога и врста ерудиције, … у планинском селу … где се људи не мешају и држе се [традиције].” Осврнувши се на своју теорију о аспектима „националне специфичности” у румунској књижевности, он је проширио ове мисли, наводећи Креангу и Еминескуа као „главне Румуне” који су илустровали „примордијалне записе”, употпуњене „јужном” и „балканском” групом Карагиалеа и других. Тврдећи да је „суштинско” присуство имало „не примитивне, већ древне” корене, овековечене „стереотипном мудрошћу” и „енергичним фатализмом”, он је тврдио да „Креанга повезује савременост наше цивилизације са најстаријим светским цивилизацијама, нашим азијским добом”. Наизменичне националне и регионалне карактеристике у делима Креанге повезане су, по историчару Неагуи Джувари, повезане са пишчевим местом рођења, села поред реке у изолованом региону, које је у великој супротности са деветнаестовековним влашким селом: „ако се у обзир узму села са блатним колибама у плавној равници Дунава, његово село се може посматрати као да је у другој земљи”. Орнеа, који је приметио да је Еминеску делио Креангин поглед на свет, веровао је да је потоњи био под великим утицајем носталгије за светом независних земљопоседничких сељака, те је тврдио да су Креангини књижевни и политички погледи били у суштини конзервативни. Орнеа је прокоментарисао: „Могло би се рећи да је [кроз овај облик носталгије] писац дебитовао и да је, по његовим речима, то био израз света који је био на ивици нестајања”. Коментаришући Креангин „робусни реализам” и недостатак „сентименталности”, Виану је тврдио супротно: „Креангина носталгија … имала је индивидуални, не социјални смисао”.

### Бајке
- Capra cu trei iezi (Коза и три јарића, 1875)
- Dănilă Prepeleac (1876)
- Fata babei și fata moșneagului (Бабина и дедина ћерка, 1877)
- Făt Frumos, fiul iepei  (1877)
- Povestea lui Harap-Alb (1877)
- Ivan Turbincă (1878)
- Povestea lui Ionică cel prost  (1877)
- Povestea lui Stan-Pățitul (1877)
- Povestea porcului (1876)
- Povestea poveștilor (1877–1878)
- Povestea unui om leneș (Прича једног лењог човека, 1878)
- Punguța cu doi bani (Торбица са два динара, 1875)
- Soacra cu trei nurori (Свекрва са три снаје, 1875)

### Приче
- Acul și barosul (1874)
- Cinci pâini (1883)
- Inul și cămeșa (1874)
- Ion Roată și Cuza-Vodă (1882)
- Moș Ion Roată și Unirea (1880)
- Păcală (1880)
- Prostia omenească (1874)
- Ursul păcălit de vulpe (1880)

### Новеле
- Moș Nichifor Coțcariul (Деда Никифор Коцкару, 1877)
- Popa Duhul (Попа Духул, 1879)

### Аутобиографски романи
- Amintiri din copilărie (Сећања из детињства, 1879)[125]
- Fragment de autobiografie (Фрагмент биографије)

### Писма

#### Породична писма
- Către Gheorghe Creangă
- Către Zaheiul Creangă
- Către Ecaterina Vartic
- Către Elena Creangă-Chiței

#### Писма пријатељима
- Către Mihai Eminescu
- Către Vasile Conta
- Către Alexandru C. Cuza
- Către Nicolae Gane
- Către Mihail Kogălniceanu
- Către Titu Maiorescu
- Către Iacob Negruzzi
- Către Ioan Slavici
- Către Victor Zaharovschi